# Friedrich Philippi (Rechtswissenschaftler)

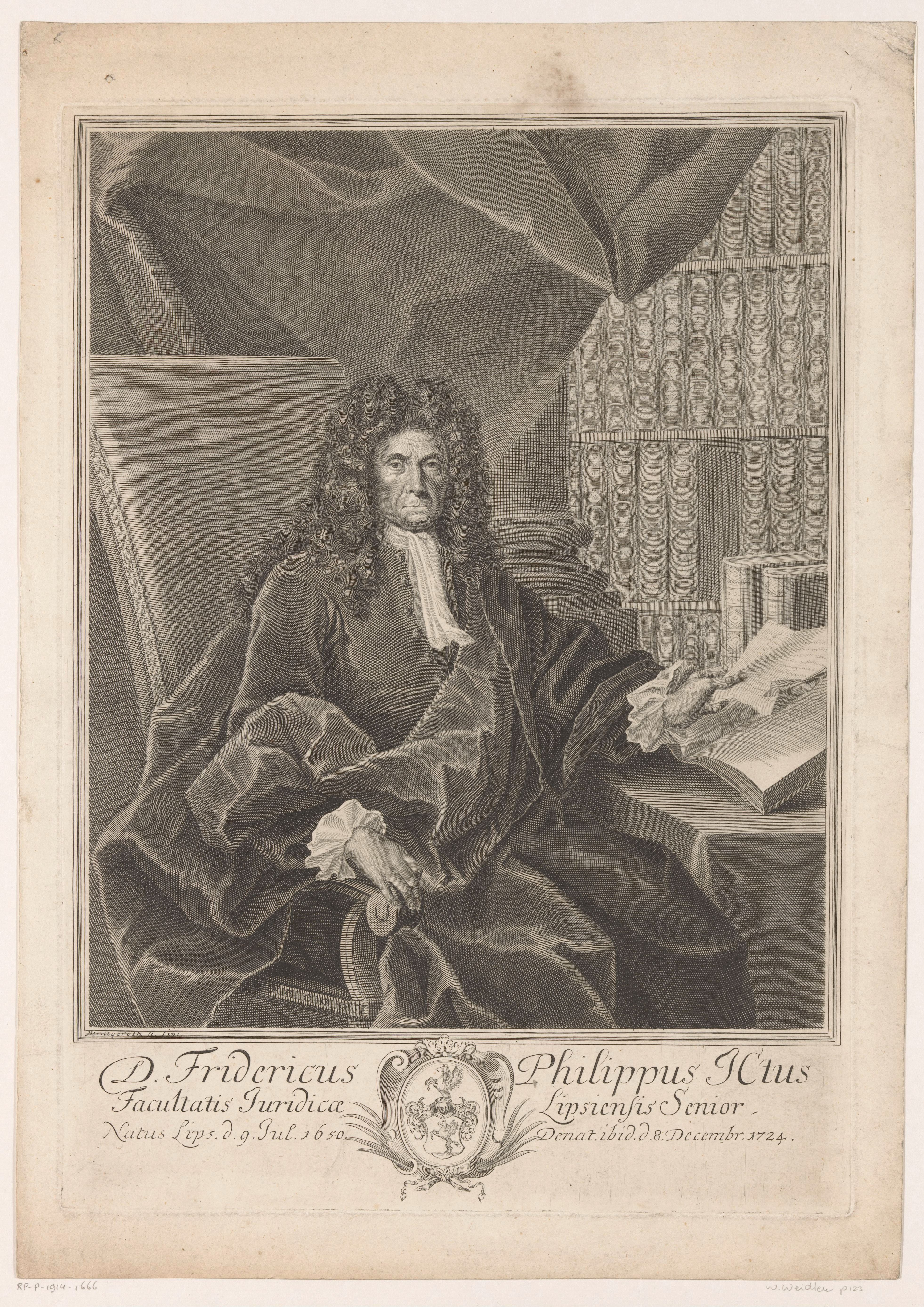
Porträt um 1730

Friedrich Philippi (* 9. Juli 1650 in Leipzig; † 8. Dezember 1724 ebenda) war ein deutscher Rechtswissenschaftler und Hochschullehrer.

## Leben
Philippi war Sohn des Rechtsgelehrten Johann Philippi. Über das Leben Philippis ist nur wenig bekannt. Er studierte, teilweise unter seinem Vater, Rechtswissenschaft an der Universität Leipzig. Dort wurde er 1678 zum Lic. iur. und am 6. November 1680 zum Doktor der Rechte promoviert.
Philippi wurde 1688 zum Assessor der juristischen Fakultät der Leipziger Universität ernannt. Dort betätigte er sich in Forschung und Lehre. Zuletzt war er Senior der Juristenfakultät. Zeitweise war er auch Prokanzler der Universität.

## Werke (Auswahl)
- Iura Circa. Cadavera Humana, Brand, Leipzig 1680.
- Disputationem iuridicam De demonstratione, vulgó Von der Bescheinigung, Brand, Leipzig 1683.
- De querela non-numeratae pecuniae contra apocham movenda, Brand, Leipzig 1684.
- Tractatus De Subhastationibus: Ad Usum Practicum utriusque Fori, potissimum Saxonici directus, hactenus a multis desideratus, Gross, Leipzig 1688.
- De subselliis templorum: vulgo von Kirchen-Stühlen, 1711.